# 大昭仮乗降場

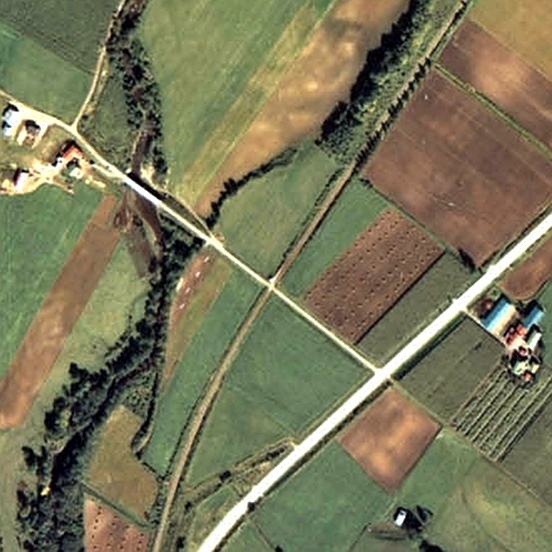
1977年の大昭仮乗降場と周囲約500m範囲。下が北見相生方面。

大昭仮乗降場（たいしょうかりじょうこうじょう）は、北海道（網走支庁）網走郡津別町大昭にあった日本国有鉄道（国鉄）相生線の仮乗降場（廃駅）である。相生線の廃線に伴い1985年（昭和60年）4月1日に廃駅となった。

## 歴史
- 1956年（昭和31年）5月1日 - 日本国有鉄道相生線の大昭仮乗降場（局設定）として開業[1][2]。
- 1985年（昭和60年）4月1日 - 相生線の廃線に伴い廃止となる[2]。

### 仮乗降場名の由来
地区名より。
もともと「下三基線」と呼ばれていたが、1937年（昭和12年）の字名改正に際し、当地の松本栄蔵の発議により命名されたもので、大正から昭和にかけ開拓されたことや、「大きく昭らかに」の希望から命名された。

## 駅周辺
- 国道240号
- 津別まちバス（旧・津別町営バス）「大昭」停留所

## 駅跡
農地となっている。

## 隣の駅
日本国有鉄道
相生線
本岐駅 - 大昭仮乗降場 - <開拓仮乗降場> - 布川駅